# Ganjinski
Ganjinski - Ганжинский (rus) és un possiólok del krai de Krasnodar, a Rússia. Es troba a la vora del Ganja 3, tributari per l'esquerra del Bélaia, afluent del riu Kuban. És a 23 km al nord-oest de Belorétxensk i a 55 km al sud-est de Krasnodar.
Pertany al possiólok de Pervomaiski.